# Špičák (Zákupská pahorkatina)
Špičák (německy Spitzberg, Spitzenberg) je jméno čedičového kopce na severním okraji města Česká Lípa, někdy je pro rozlišení od mnoha dalších označován jako Českolipský Špičák. Podle kopce se jmenuje jak přilehlé sídliště, knihovna, škola a další instituce. Na jeho vrcholu ve výšce 446 m n. m. je veřejnosti delší dobu nepřístupná rozhledna s anténními vysílači. Kopec je zalesněn smíšeným lesem.

## Popis
Kopec je řazen do Zákupské pahorkatiny, která je součástí Ralské pahorkatiny. Zákupská pahorkatina má pět okrsků, Špičák je řazen do okrsku Českolipská kotlina.

## Historie
První stavbou na vrcholu byla zhruba v roce 1700 kamenná kaplička. Kolem roku 1850 byla v jejích rozvalinách postavena dřevěná chatka, k ní pak vedla klikatá cesta s lavičkami. Brzy však zanikla.

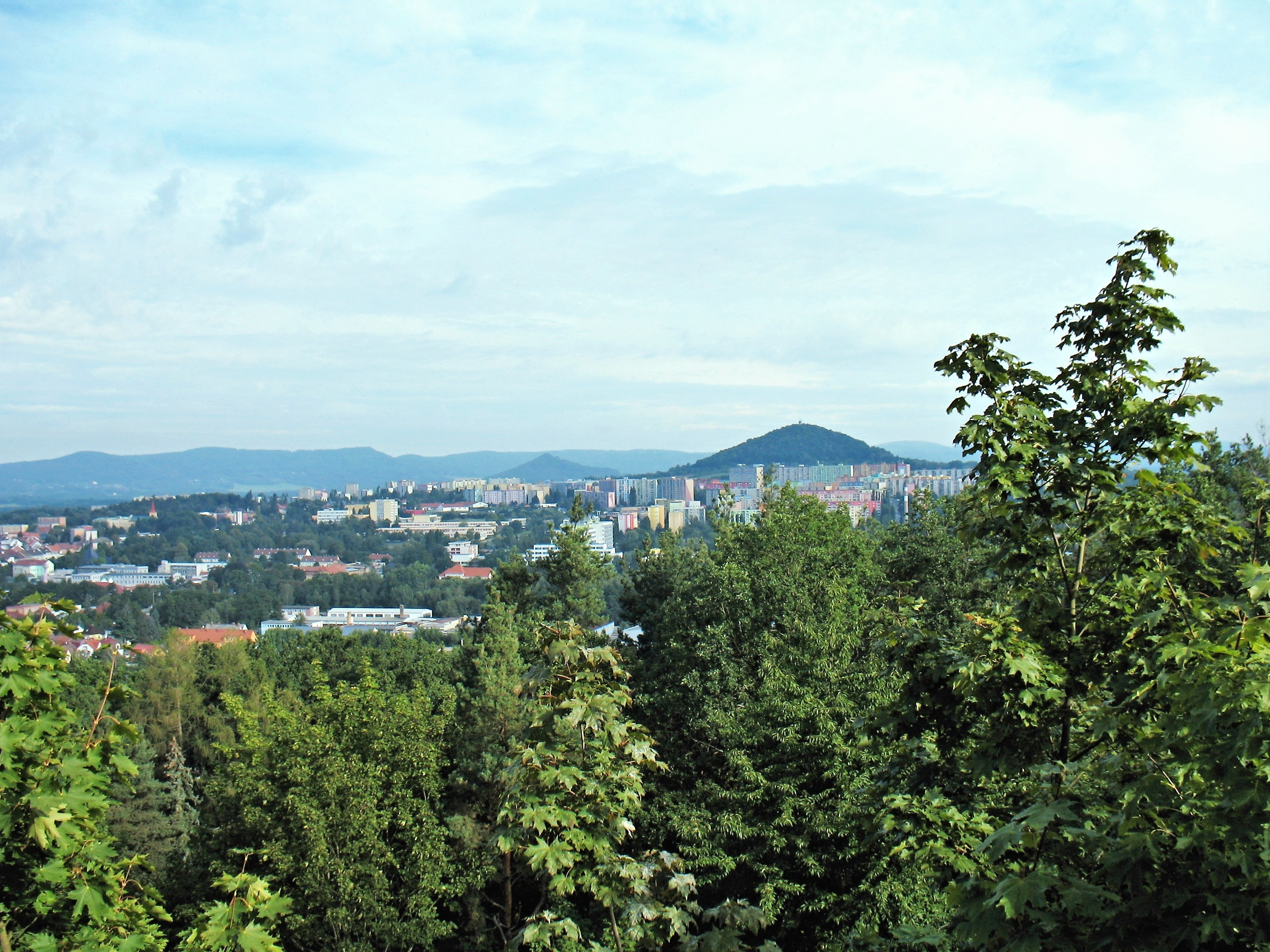
Pohled na Špičák se stejnojmenným sídlištěm z vrchu Hůrka na českolipském Svárově.

V roce 1880 byla ve městě vypsána sbírka podporována místním tiskem a vlastivědným spolkem Excursions Club na stavbu rozhledny, pojmenované předem Stephanie - Turm. Byl vybrán projekt architekta Gottloba Albera z Varnsdorfu a během čtyř měsíců roku 1884 byla rozhledna postavena. Stavba byla 14 metrů vysoká, s kulatou věží, do níž vedlo dřevěné schodiště. Cena stavby byla 5 000 zlatých. Slavnostní otevření se konalo 10. května 1885.
Dva roky poté schodiště vyhořelo. Bylo postaveno nové z kamene a přistavěna i kuchyňka pro zbudovanou výletní restauraci. Dne 28. srpna 1887 byla rozhledna slavnostně znovu otevřena. Byla pak hojně navštěvována, jen v roce 1906 se do její pamětní knihy zapsalo 2500 turistů. Již zmíněný Excursion Club se stal majitelem. V roce 1939 ji převzalo město Česká Lípa.

Během 2. světové války sloužila pro protiletecké hlídky a po válce začala chátrat. Roku 1997 byla koupena společností Real Invest podnikatele Tomislava Procházky, renovována a upravena jako vysílač rozhlasu a pro provoz mobilních telefonů. Objekt byl poté uzavřen a pro veřejnost se stal nepřístupným. Mimořádná prohlídka byla umožněna 28. června 2015 v rámci Českolipských slavností.

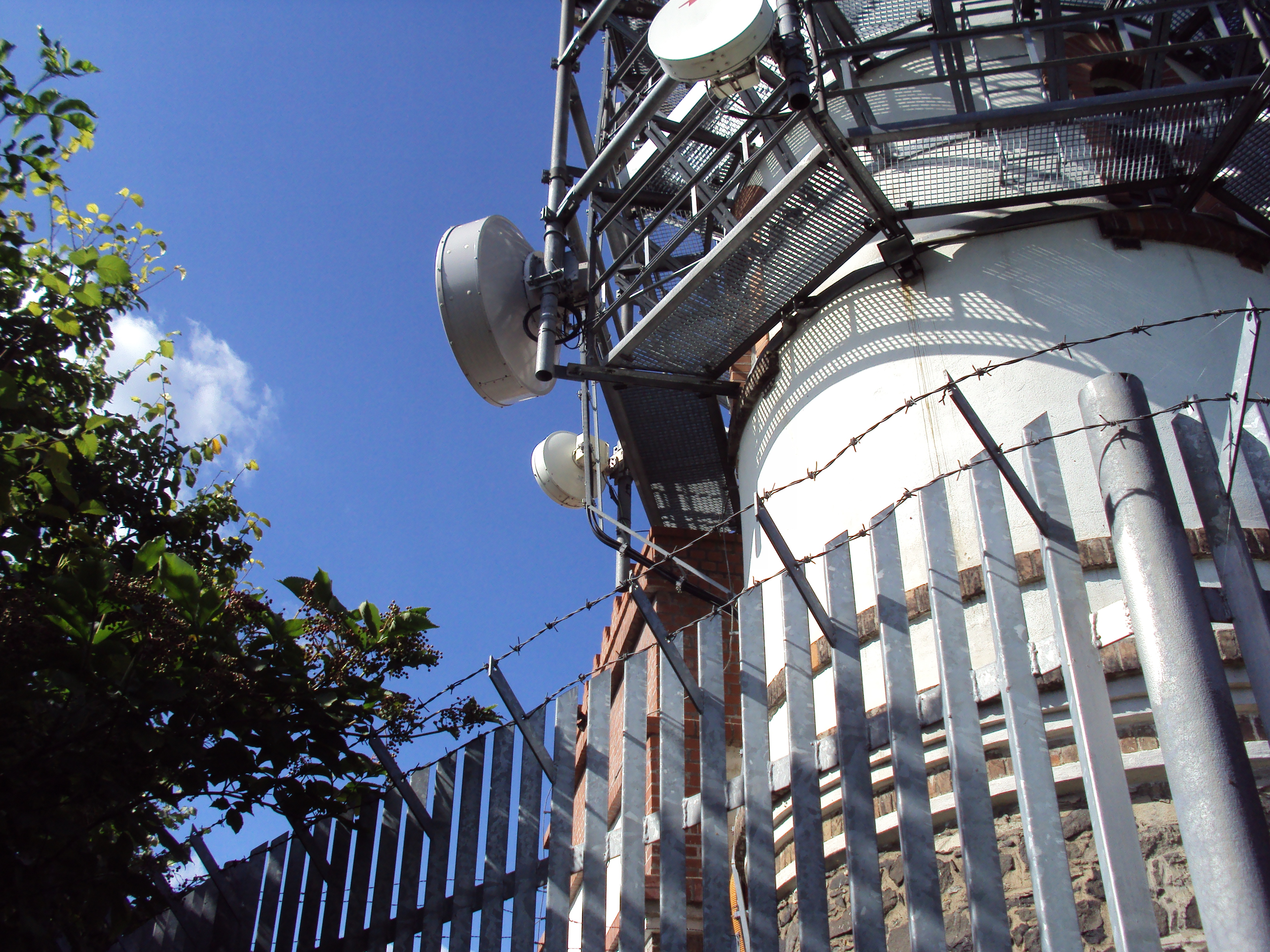
Vysílač za plotem

## Přístup
Z České Lípy vede na sever kolem Špičáku a dále přes Sloup a Radvanec až do Cvikova modře značená turistická trasa. Dříve vedla západně od kopce a na vrchol byla Klubem českých turistů vyznačena modrá odbočka. Po uzavření rozhledny byla trasa přeznačena, vede nyní po východním úpatí bez zmíněné odbočky dál na sever, přes Pihel do Cvikova. Původní cestu je možné použít, k rozhledně se kvůli oplocení nelze dostat. Blízko kopce jsou vodárenské budovy a vede k nim silnice, odkud je cesta pro pěší turisty vzhůru. Pro vzrostlou zeleň výhled do okolí z úpatí rozhledny není.
Na úpatí kopce byla vybudována v roce 2008 naučná stezka Špičák.